# Luis Canalejas
Luis Canalejas Méndez (Madrid, 8 de marzo de 1862-Madrid, 26 de octubre de 1910) fue un ingeniero y político español, hijo del filósofo José Canalejas Casas y hermano del político José Canalejas Méndez.
Ingeniero de caminos, canales y puertos (1889), en 1891 fue el ingeniero responsable de la construcción del ferrocarril de Peñarroya a Fuente del Arco. Tenía una librería en la calle Sevilla de Madrid y administraba los bienes de la familia. También fue miembro del Partido Liberal y fue elegido diputado por Cuba en las elecciones generales de 1896 y por Vilademuls en las elecciones de 1898, 1901, 1903 y 1905. En 1905 también fue nombrado senador vitalicio.